# Парус (стихотворение)
«Па́рус» («Белеет парус одинокой…») — стихотворение, написанное 18-летним Михаилом Лермонтовым в Петербурге. Хрестоматийный пример поэзии романтизма. Впервые опубликовано в журнале «Отечественные записки» (1841, том 18, № 10).
По мнению исследователей, в лирической миниатюре отразились не только общие места романтической поэзии, но и подлинные стремления и душевные порывы, волновавшие юного поэта в преддверии нового жизненного поворота.

## История создания
Летом 1832 года Лермонтов оставляет учёбу в Московском университете и перебирается в Петербург, намереваясь пополнить ряды столичных студентов. Попытка оказывается безуспешной; расстроенный и подавленный, поэт в одиночестве бродит по городу, размышляя о будущем. В письме, адресованном Марии Александровне Лопухиной, сестре Варвары Бахметевой, он признаётся, что не видит «впереди ничего особенно утешительного».
В том же письме (2 сентября 1832) Лермонтов отправляет Лопухиной текст стихотворения, сочинённого им «на берегу моря»:

Voilà plusieures semaines déjà que nous sommes séparés, peut-être pour bien longtemps, car je ne vois rien de trop consolant dans l’avenir, et pourtant je suis toujours le même, malgré les malignes suppositions de quelques personnes que je ne nommerai pas.
Voici encore des vers, que j’ai faits au bord de la mer:

Белеет парус одинокой

В тумане моря голубом!..

Что ищет он в стране далекой?

Что кинул он в краю родном?..

Играют волны — ветер свищет,

И мачта гнется и скрыпит…

Увы! он счастия не ищет,

И не от счастия бежит!

Под ним струя светлей лазури,

Над ним луч солнца золотой…

А он, мятежный, просит бури,

Как будто в бурях есть покой!
Перевод

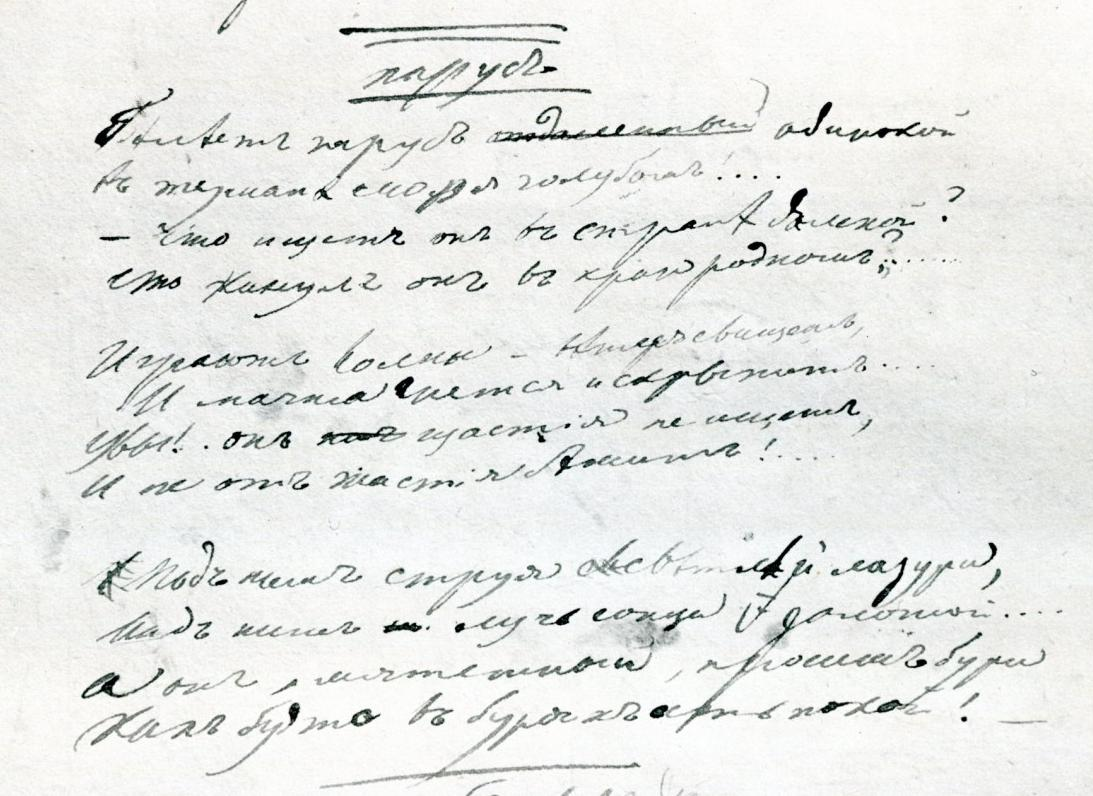
Автограф стихотворения. 1832

Вот уже несколько недель, как мы расстались и, может быть, надолго, потому что впереди я не вижу ничего особенно утешительного; однако я всё тот же, вопреки лукавым предположениям некоторых лиц, которых не стану называть.
Вот ещё стихи, которые я сочинил на берегу моря:
Белеет парус одинокой…

По мнению лингвиста Николая Шанского, три четверостишия «Паруса» гораздо лучше, нежели письма, объясняют то состояние душевного смятения, в котором пребывал поэт летом и осенью 1832 года.
Отдельного изучения удостоилось предполагаемое место написания стихотворения. Так, академик Дмитрий Лихачёв, вспоминая о Петербурге своего детства, воспроизвёл одну из городских легенд, рассказывающую о том, что «Парус» был сочинён Лермонтовым на террасе Монплезира. Анна Ахматова, говоря о загадочности поэта, отметила, что ни парки, ни другие достопримечательности столицы не затронули струн в его душе: «Он оставил без внимания знаменитые петергофские фонтаны, чтобы, глядя на Маркизову Лужу, задумчиво произнести: „Белеет парус одинокий…“».
Сам Лермонтов не относился к «Парусу» серьёзно, а потому не включил этот поэтический экспромт в собственное собрание сочинений (1840).

## Основная тема

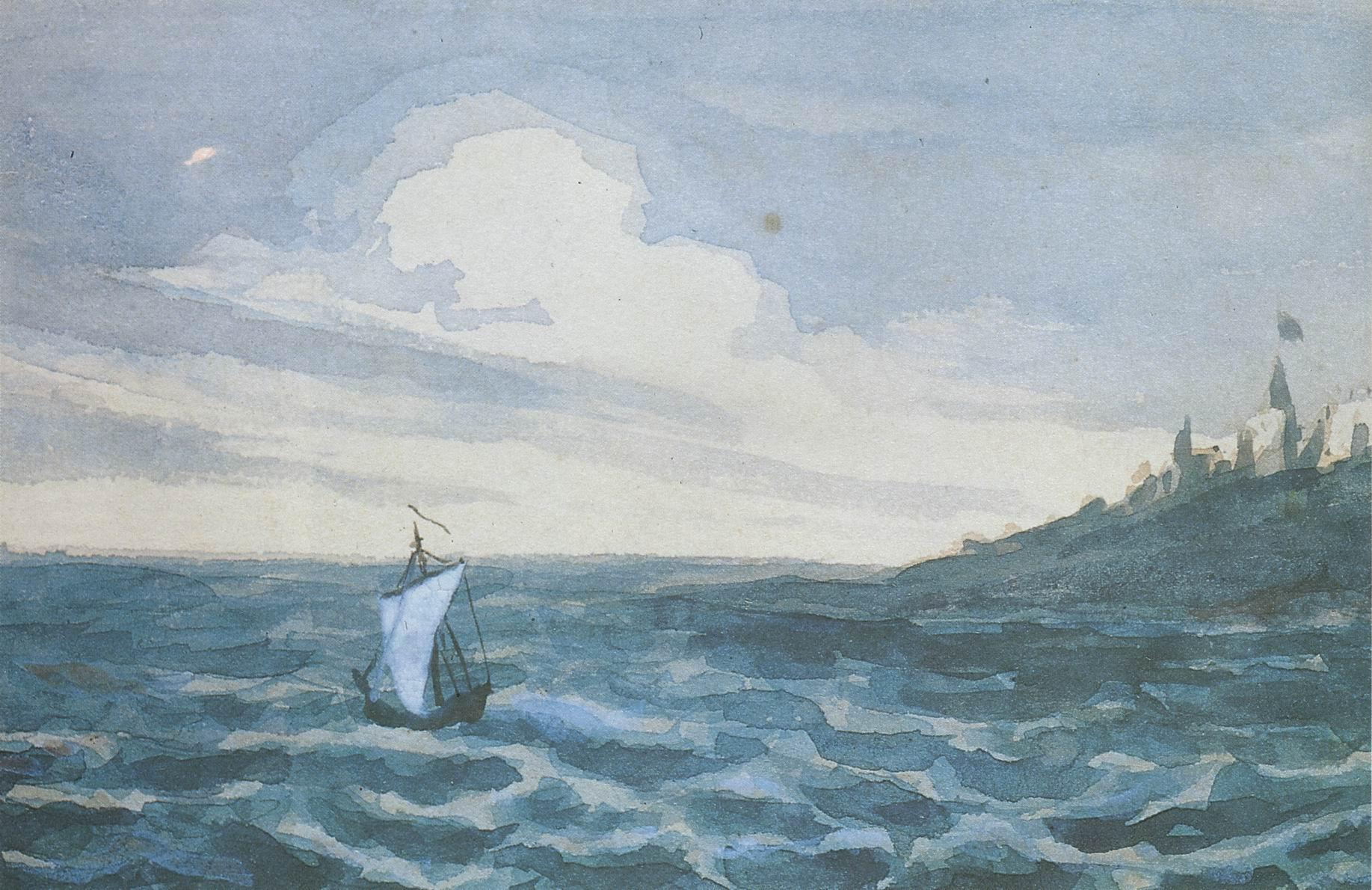
Лермонтов. Акварель. 1828—1831

«Парус» — это не только отражение тех мыслей, которые волновали восемнадцатилетнего Лермонтова, но и «переносно-метафорическое обозначение жизни поэта, основанное на её уподоблении морскому плаванию». Эта тема («море — жизнь») была начата его предшественниками ещё в конце XVIII века и продолжена Пушкиным, который в стихотворении «Предчувствие» (1828) писал: «Равнодушно бури жду». Восемнадцатилетний пылкий Лермонтов, по словам Шанского, «не ждёт бури, а просит её»:

Пусть впереди не видно пока ничего особо утешительного, надо действовать, искать, бороться. <…> Познавший открытое море не может довольствоваться берегом, пристанью или даже прибрежным штилем, его покой — в бурях.
Свидетельством того, что тема морской стихии была по-настоящему близка Лермонтову, является его акварельная работа (1828—1831), которую исследователи называют «своеобразным графическим комментарием к литературным замыслам поэта», в частности, к «Парусу». Рисунок близок к основной теме стихотворения: Лермонтов-художник и Лермонтов-поэт «слились в едином, тревожно-романтическом восприятии мира».

## Лингвистический анализ
Авторское я спрятано. Даже в психологической половине стихотворения оно лишь угадывается. Местоимения я в тексте нет вовсе. Зато местоимение он употребляется шесть раз, постоянно отсылая нас к парусу, в том числе и тогда, когда перед нами мысли и раздумья поэта.
«Парус» состоит из трёх четверостиший и одновременно — из шести «перемежающихся двустиший». Произведение построено таким образом, что две первые строчки каждой строфы представляют собой «пейзажную половину», в которую включено описание моря и паруса; две следующие строки каждого стиха — это поток раздумий поэта.
В число основных художественных приёмов, используемых Лермонтовым в «Парусе», входит антитеза. Так, буре противопоставлен штиль («Под ним струя светлей лазури»); далее идёт ряд антонимов: ищет — кинул, далёкой — родной, ищет — бежит. При этом «буря» имеет не только буквальное значение; поэт подразумевает под этим словом ещё и «жизненные повороты», «изменения в судьбе».
Стихотворение завершается оксюмороном:

Именно поэтому такой выразительной, сильной и в смысловом отношении очень ёмкой и натруженной оказывается заключительная строчка «Как будто в бурях есть покой». С помощью оксюморона поэт ставит последнюю заключительную точку в размышлениях о своей судьбе.

## Адаптации
Один из наиболее известных романсов «Белеет парус одинокий» был написан в 1848 году композитором Александром Варламовым. По словам музыковеда Александра Майкапара, страстный порыв, ставший лейтмотивом произведения, был передан с помощью сопровождающей сочинение темпераментной ритмики болеро.
Кроме Варламова, к стихотворению «Парус» обращались также Антон Рубинштейн, написавший в 1849 году вокальный квартет, Владимир Ребиков, создавший мелодию для женского хора, и другие композиторы.

## Влияния
Фраза «Белеет парус одинокой» появилась в литературе за несколько лет до написания Лермонтовым своего стихотворения: читатели впервые встретились с ней в 1828 году, когда была опубликована поэма «Андрей, князь Переяславский» Александра Бестужева-Марлинского.
В 1936 году тема была продолжена Валентином Катаевым, выпустившим книгу «Белеет парус одинокий». В повести Катаева присутствуют неоднократные прямые отсылки к стихотворению Лермонтова; заключительные строки обоих произведений совпадают дословно.
Во второй половине XX века мотив лермонтовского паруса воплотился в песне Остапа («Белеет мой парус такой одинокий…», фильм «12 стульев», композитор Геннадий Гладков, автор стихов — Юлий Ким). Кроме того, эта же тема присутствует в песне Евгения Глебова на стихи Булата Окуджавы «Срывался голос мой высокий, когда я в раннем детстве пел…».